# Solenopsis zambesiae
Solenopsis zambesiae is een mierensoort uit de onderfamilie van de Myrmicinae. De wetenschappelijke naam van de soort is voor het eerst geldig gepubliceerd in 1926 door Arnold.